# Лесама (муниципалитет, Аргентина)
Муниципалитет Лесама  (исп. Partido de Lezama) — муниципалитет в Аргентине в составе провинции Буэнос-Айрес.
Территория — 1102 км². Население — 8647 человек. Плотность населения — 5,44 чел./км².
Административный центр — Лесама (ранее город носил название Мануэль Х. Кобо).

## География
Муниципалитет расположен на востоке провинции Буэнос-Айрес.
Департамент граничит:
- на севере — с муниципалитетом Часкомус
- на юго-востоке — с муниципалитетом Кастелли
- на юго-западе — с муниципалитетом Пила

## Важнейшие населенные пункты
| № | Населённый пункт | Населённый пункт (исп.)      | Категория | Население чел. (2010) | На карте                        |
| - | ---------------- | ---------------------------- | --------- | --------------------- | ------------------------------- |
| 1 | Лесама           | Manuel J. Cobo (Est. Lezama) | город     | 4647                  | 35°52′31″ ю. ш. 57°53′50″ з. д. |
| 2 | Монастерио       | Monasterio                   | посёлок   | н/д                   | 35°46′23″ ю. ш. 57°55′49″ з. д. |